# The Quakeress
The Quakeress er en amerikansk stumfilm fra 1913 af Raymond B. West.

## Medvirkende
- Louise Glaum som Priscilla
- Charles Ray som John Hart
- William Desmond Taylor som Cole